# Cratere Barkla
Barkla è un cratere lunare di 40,9 km situato nella parte sud-orientale della faccia visibile della Luna.